# Ketenyeri, Köşk
Ketenyeri là một xã thuộc huyện Köşk, tỉnh Aydın, Thổ Nhĩ Kỳ. Dân số thời điểm năm 2010 là 331 người.